# Campionati mondiali di karate 2023
I campionati mondiali di karate 2023 si sono svolti dal 26 al 30 ottobre 2023, presso la László Papp Budapest Sports Arenadi Budapest, in Ungheria. Saranno la 26ª edizione organizzata dalla World Karate Federation (WKF), quella con più partecipanti in assoluto. 
A differenza delle altre edizioni, vista la squalifica da parte del CIO verso i comitati russi e bielorussi, gli atleti di tali paesi hanno preso parte alla competizione come neutrali.
Per varie ragioni, non sono stati rilasciati 21 visti alle componenti della rappresentativa iraniana (alcuni del kata maschile ed altri dello comitato).

## Podi

### Uomini
| Specialità                  | Oro                                            | Argento                                            | Bronzo                                                         |
| Kata individuale (dettagli) | Ali Sofuoğlu (TUR)                             | Damián Quintero (ESP)                              | Ariel Torres (USA)                                             |
| Kata individuale (dettagli) | Ali Sofuoğlu (TUR)                             | Damián Quintero (ESP)                              | Kakeru Nishiyama (JPN)                                         |
| Kata a squadre (dettagli)   | Giappone Koji Arimoto Kazumasa Moto Ryuji Moto | Turchia Emre Vefa Göktaş Enes Özdemir Ali Sofuoğlu | Spagna Salvador Balbuena Sergio Galán Rubén García Raúl Martín |
| Kata a squadre (dettagli)   | Giappone Koji Arimoto Kazumasa Moto Ryuji Moto | Turchia Emre Vefa Göktaş Enes Özdemir Ali Sofuoğlu | Italia Gianluca Gallo Alessio Ghinami Alessandro Iodice        |
| Kumite −60 kg (dettagli)    | Christos-Stefanos Xenos (GRE)                  | Kaisar Alpysbay (KAZ)                              | Angelo Crescenzo (ITA)                                         |
| Kumite −60 kg (dettagli)    | Christos-Stefanos Xenos (GRE)                  | Kaisar Alpysbay (KAZ)                              | Eray Şamdan (TUR)                                              |
| Kumite −67 kg (dettagli)    | Steven Da Costa (FRA)                          | Nenad Dulović (MNE)                                | Didar Amirali (KAZ)                                            |
| Kumite −67 kg (dettagli)    | Steven Da Costa (FRA)                          | Nenad Dulović (MNE)                                | Fahad Al-Khathami (KSA)                                        |
| Kumite −75 kg (dettagli)    | Abdalla Abdelaziz (EGY)                        | Gábor Hárspataki (HUN)                             | Ernest Sharafutdinov (ANA)                                     |
| Kumite −75 kg (dettagli)    | Abdalla Abdelaziz (EGY)                        | Gábor Hárspataki (HUN)                             | Andrii Zaplitnyi (UKR)                                         |
| Kumite −84 kg (dettagli)    | Youssef Badawy (EGY)                           | Mehdi Khodabakhshi (IRI)                           | Valerii Chobotar (UKR)                                         |
| Kumite −84 kg (dettagli)    | Youssef Badawy (EGY)                           | Mehdi Khodabakhshi (IRI)                           | Mohammad Al-Jafari (JOR)                                       |
| Kumite +84 kg (dettagli)    | Mehdi Filali (FRA)                             | Taha Mahmoud (EGY)                                 | Đorđe Tešanović (SRB)                                          |
| Kumite +84 kg (dettagli)    | Mehdi Filali (FRA)                             | Taha Mahmoud (EGY)                                 | Sajad Ganjzadeh (IRI)                                          |
| Kumite a squadre (dettagli) | Giordania                                      | Egitto                                             | Francia                                                        |
| Kumite a squadre (dettagli) | Giordania                                      | Egitto                                             | Italia                                                         |